# بایه د ماتامرس
بایه د ماتامرس (به اسپانیایی: Valle de Matamoros) یک شهرستان در اسپانیا است که در استان باداخس واقع شده‌است.